# Google Wave
Google Wave var et internetbaseret samarbejds- og kommunikationsværktøj, som blev annonceret af Google i 2009. Det er vanskeligt at klassificere værktøjet, da det lånte funktioner fra mange kendte it-værktøjer. Det havde således funktionaliteter, som minder om både chat, mail og sociale netværk. 
Google Wave åbnede d. 18. maj 2010 op for alle til at kunne benytte Google Wave, indtil da var det ellers kun muligt at oprette en bruger, hvis man fik en invitation fra en anden bruger eller Google Wave-teamet.
I august 2010 blev det annonceret at vedligeholdelsen af tjenesten ville ophøre, og at udfasningen ville være over flere trin. Trin 1 trådte i kraft den 31. januar 2012, siden den dag blev tjenesten lukket for nye indlæg og ændringer. Trin 2 var det endelige trin og det indebar at den lukkede helt ned. Siden den d. 30. april 2012 er Google Wave offline og domænet (wave.google.com) linker til et support-opslag som forklarer lukningen.